# (11830) Jessenius
(11830) Jessenius es un asteroide perteneciente al cinturón de asteroides, región del sistema solar que se encuentra entre las órbitas de Marte y Júpiter.
Fue descubierto el 2 de mayo de 1984 por Antonín Mrkos desde el Observatorio Kleť.

## Designación y nombre
Designado provisionalmente como 1984 JE, fue Nombrado en memoria de Ján Jesenský (Jessenius, 1566-1621) quien fue médico, director de la universidad de Praga desde 1618 y amigo de Tycho Brahe en Praga. Fue ejecutado al comienzo de la Guerra de los Treinta Años.

## Características orbitales
(11830) Jessenius está situado a una distancia media del Sol de 2,265 ua, pudiendo alejarse hasta 2,665 ua y acercarse hasta 1,865 ua. Su excentricidad es 0,177 y la inclinación orbital 8,741 grados. Emplea 1245,30 días en completar una órbita alrededor del Sol.

## Características físicas
La magnitud absoluta de (11830) Jessenius es 14,03. Tiene 3,457 km de diámetro y su albedo se estima en 0,489.